# Rideg világ (film, 2015)
Rideg világ (eredeti cím: Equals) 2015-ben bemutatott amerikai sci-fi-romantikus film, melyet Drake Doremus rendezett, valamint Michael Pruss, Chip Diggins, Ann Ruak, Michael Schaefer és Jay Stern készített, Nathan Parker forgatókönyvével. A főszerepben Nicholas Hoult, Kristen Stewart, Guy Pearce és Jacki Weaver.
A film világpremierjét a 72. Velencei Nemzetközi Filmfesztivál nemzetközi versenyszekcióján tartották. A film észak-amerikai bemutatója a 2015-ös Torontói Nemzetközi Filmfesztivál különleges bemutatók programjában volt. A filmet 2016. május 26-án mutatták be a DirecTV Cinemán keresztül, mielőtt az A24 július 15-én korlátozottan kiadta volna.

## Cselekmény
Nia (Kristen Stewart) és Silas (Nicholas Hoult) ugyanabban az irodában dolgoznak. Olyan társadalomban élnek, ahol az emberi érzelmeket genetikailag kiiktatták. Mindenki nyugodt, erőszakmentes életet él – mindaddig, amíg ki nem alakul egy olyan betegség, amely érzelmeket vált ki az emberekben.
A ma már kitaszítottnak számító Silas, miután megfertőződik, elkezd vonzódni Niához, akinek sikerül elrejteni a tüneteit. Amikor rájönnek, hogy mindketten betegek lettek, el kell dönteniük, elrejtőznek-e társadalmukban, vagy máshol keresik a szabadságukat.

## Szereplők
| Szerep  | Színész           | Magyar hang           |
| ------- | ----------------- | --------------------- |
| Silas   | Nicholas Hoult    | Szatory Dávid         |
| Nia     | Kristen Stewart   | Csuha Borbála         |
| Jonas   | Guy Pearce        | Harmath Imre          |
| Bess    | Jacki Weaver      | Rátonyi Hajni         |
| Leonard | David Selby       | Szersén Gyula         |
| Kate    | Kate Lyn Sheil    | N/A                   |
| Mark    | Scott Lawrence    | N/A                   |
| Max     | Kai Lennox        | Gubányi György István |
| Zoe     | Rebecca Hazlewood | N/A                   |
| Gilead  | Rizwan Manji      | N/A                   |
| Peter   | Teo Yoo           | N/A                   |

## Filmkészítés
2013 októberében kiderült, hogy Drake Doremus rendezi a filmet, Kristen Stewart és Nicholas Hoult pedig a főszereplők lettek. 2014 júliusában Kate Lyn Sheil, Aurora Perrineau és Jacki Weaver csatlakozott a film szereplőihez. 2014 júniusában Guy Pearce csatlakozott a stábhoz.

### Forgatás
2014. augusztus 2-án Doremus, Stewart, Hoult és Michael Pruss producer részt vett egy sajtótájékoztatón Tokióban, amelyen bejelentették a film kezdetét. A forgatás 2014. augusztus 4-én kezdődött Japánban, egészen augusztus 28-ig tartott, majd a gyártás további három héten keresztül Szingapúrban folytatták. A forgatás végül 2014. szeptember 26-án fejeződött be Szingapúrban.